# Epipagis elealis
Epipagis elealis là một loài bướm đêm trong họ Crambidae.